# Taxithelium parvulum
Taxithelium parvulum är en bladmossart som beskrevs av Brotherus 1908. Taxithelium parvulum ingår i släktet Taxithelium och familjen Sematophyllaceae. Inga underarter finns listade i Catalogue of Life.